# Nemomydas hooki
Nemomydas hooki är en tvåvingeart som beskrevs av Welch och Boris C. Kondratieff 1991. Nemomydas hooki ingår i släktet Nemomydas och familjen Mydidae.
Artens utbredningsområde är Texas. Inga underarter finns listade i Catalogue of Life.